# Тедеев, Заур Эдуардович
За́ур (Заурбек) Эдуардович Тедеев (род. 2 марта 1981 г., Орджоникидзе) — российский футболист и тренер, играл на позиции полузащитника.

## Карьера

### Игровая
В 1996 году привлекался к играм сборной России среди игроков 1981 года рождения.
В 1997 году попал в заявку «Алании», однако в тот же год был отправлен в дублирующую команду, в составе которой за два года провёл 39 матчей и забил 2 гола. 23 октября 1999 года в домашнем матче против «Шинника», выйдя на замену Мирджалолу Касымову, дебютировал в высшем дивизионе. С 2001 по 2002 год играл в первенстве дублёров. С 2004 по 2005 год играл за «Автодор» во втором дивизионе.

### Тренерская
После завершения игровой карьеры в 26-летнем возрасте стал тренером, в 2007 году тренировал владикавказский «Аласдор», который стал победителем чемпионата Северной Осетии и обладателем кубка республики, также был тренером в футбольной школе «Спартак-Алания». По ходу сезона 2007 года во втором дивизионе был назначен главным тренером «Автодора». Параллельно тренировал юношескую команду «ФАЮР-Союз» (Беслан). В сезонах 2010 и 2011/12 руководил клубом второго дивизиона «ФАЮР» из Беслана. В сезоне 2012/13 и летне-осенней части сезона 2013/14 тренировал «Аланию-Д». В декабре 2013 года перебрался в Казахстан на должность старшего тренера в клуб «Атырау» помощником Анатолия Юревича. С января 2015 по январь 2016 года — главный тренер «Алании». В 2017 году — директор МАООДО ДЮСШ Футбольный клуб «Барс».
В 2019 году стал руководителем программы развития молодежного футбола ФК «Ростов», в дальнейшем возглавлял молодёжную команду «Ростова» и входил в тренерский штаб главной команды. 19 июня 2020 года вывел в качестве главного тренера на поле команду «Ростов» в матче РПЛ с «Сочи». Основной состав «Ростова» вместе с тренером ушли на карантин по коронавирусу, и на поле вышли игроки 2001—2004 годов рождения из молодёжного состава и академии «Ростова». Команда проиграла со счётом 1:10, ни один игрок не имел опыта выступления в РПЛ до этого.
25 сентября 2021 года назначен исполняющим обязанности главного тренера ФК «Ростов».
10 июня 2022 года был назначен главным тренером ФК «Алания», подписав контракт с клубом сроком на три года. В связи с отстуствием у Тедеева лицензии категории Pro 23 июля 2022 года должность главного тренера де-юре занял Владимир Белявский. В марте 2023 года Белявский и Тедеев покинули клуб. В ноябре 2023 года был назначен главным тренером академии футбола «Алания».
7 декабря 2023 года был назначен главным тренером «Акрона».

## Личная жизнь
Младший брат Мадрид также футболист, игравший на уровне любителей за «Беслан-БМК». Дед Павел Резоевич Тедеев (1925—2006) — общественный деятель Северной Осетии.